# اندی تننت
اندی تننت (انگلیسی: Andy Tennant؛ زادهٔ ۱۹۵۵) فیلم‌نامه‌نویس، کارگردان و رقصنده اهل ایالات متحده آمریکا است.

## فیلمشناسی
- جنون نیمه‌شب (۱۹۸۰)
- هجوم احمق‌ها (۱۹۹۷)
- برای همیشه (۱۹۹۸)
- آنا و شاه (۱۹۹۹)
- هیچ (۲۰۰۵)